# Partit Demòcrata Cristià (Uruguai)
El Partit Demòcrata Cristià (PDC) és un partit polític de l'Uruguai de tendència centre-esquerrana o esquerra cristiana, i que actualment forma part de la coalició del Front Ampli. Va ser fundat el 1962 a partir de la Unió Cívica de l'Uruguai. Durant les eleccions generals d'aquest any en van obtenir un senador i tres diputats.
El PDC va contribuir a la històrica vaga de resistència durant la dictadura de 1973-1985, a partir de la qual cosa va experimentar una gran repressió i la clausura del seu periòdic Ahora en defensar la causa de Líber Seregni després del seu injust processament. Poc temps després, el PDC va sostenir la conveniència que el FA entrés en decés, estratègia fundada en les noves circumstàncies imposades per l'autoritarisme. De fet, es van separar del Front Ampli. Amb la democràcia instaurada, el 1985 el PDC va decidir unir-se novament al FA.
El 1989 els militants del PDC es van separar una altra vegada del FA i es van postular a les eleccions nacionals de novembre. Cinc anys més tard, el 1994, el PDC es va reintegrar definitivament al FA i va donar suport als projectes d'aquest partit, encara que mantenen algunes petites diferències, sobretot en temes relacionats amb la llei de l'avortament.